# Vòng tay học trò
Vòng tay học trò là một cuốn tiểu thuyết dành cho tuổi mới lớn của nữ nhà văn Nguyễn Thị Hoàng được xuất bản tại Sài Gòn vào năm 1964. Vòng tay học trò được Nhà xuất bản Hội Nhà Văn và Nhã Nam ra mắt cuối tháng 3 năm 2021, sau 46 năm vắng bóng.

## Lịch sử
Đầu thập niên 1960, sinh hoạt văn nghệ Việt Nam Cộng hòa tuy chưa bị chiến tranh tác động nhưng đã nhiễm hơi thở của trào lưu hiện sinh. Trong giới văn nghệ sĩ bắt đầu nảy những tranh luận về sự sử dụng lý thuyết hiện sinh vào việc cách tân văn học quốc nội, nhất là trong thời điểm phong cách Tự Lực văn đoàn đã trở nên xáo mòn, đạt rất ít thành tựu nghệ thuật và thương mại.
Kể từ năm 1964, thị trường văn học miền Nam xuất hiện thêm một số nữ tác gia mạnh dạn đề đạt lối văn chương hoàn toàn mới, thường được gọi là "dữ dằn", tiêu biểu có Nhã Ca, Nguyễn Thị Thụy Vũ và Nguyễn Thị Hoàng. Trong đó, Nguyễn Thị Hoàng dự phần trễ hơn nhưng trở thành hiện tượng văn nghệ có sức hấp dẫn nhất từ giác độ phê bình. Vào các năm 1964-5, bà gởi đăng dài kì trên tạp chí Bách Khoa thủ bản Vòng tay học trò dưới bút danh Hoàng Đông Phương để phần nào né dị nghị, và sau đó thắng lớn về mặt dư luận. Ngay năm sau, tác phẩm được nhà Kim Anh in thành sách hoàn chỉnh và lại gây chấn động giới văn bút Việt Nam Cộng hòa từ thể tài tới thi pháp. Ở các năm sau, qua mỗi lần tái bản, tác giả lại gia công hiệu đính nên tới nay tác phẩm tồn tại vấn đề dị bản, dù nội dung chính hầu như không đổi.
Kể từ năm 1964, thị trường văn học miền Nam xuất hiện thêm một số nữ tác gia mạnh dạn đề đạt lối văn chương hoàn toàn mới, thường được gọi là "dữ dằn", tiêu biểu có Nhã Ca, Nguyễn Thị Thụy Vũ và Nguyễn Thị Hoàng. Trong đó, Nguyễn Thị Hoàng dự phần trễ hơn nhưng trở thành hiện tượng văn nghệ có sức hấp dẫn nhất từ giác độ phê bình. Vào các năm 1964-5, bà gởi đăng dài kì trên tạp chí Bách Khoa thủ bản Vòng tay học trò dưới bút danh Hoàng Đông Phương để phần nào né dị nghị, và sau đó thắng lớn về mặt dư luận. Ngay năm sau, tác phẩm được nhà Kim Anh in thành sách hoàn chỉnh và lại gây chấn động giới văn bút Việt Nam Cộng hòa từ thể tài tới thi pháp. Ở các năm sau, qua mỗi lần tái bản, tác giả lại gia công hiệu đính nên tới nay tác phẩm tồn tại vấn đề dị bản, dù nội dung chính hầu như không đổi.
Theo bà Nguyễn Thị Hoàng: "Chán chương trình, không khí ở Văn khoa, Luật, bỏ học, đi làm không lâu lại bỏ việc này (thư ký riêng của một tỉ phú) 1960, tìm việc khác 1961. Được bổ nhiệm về Nha-Trang dạy học, trường nơi đây từ chối; chuyển lên Đà-Lạt. Trường nữ dư giáo sư, trường nam thiếu nên xảy chuyện "hoa lạc giữa rừng gươm", 1962. Năm sau bỏ Đà-Lạt. Mùa hè 1964, một xấp pelure ố vàng, một cây bút gì đó, viết một hơi một tháng, VTHT. Bách Khoa in mấy kỳ, thiên hạ xôn xao. Nhưng sau đó chuyển cảnh qua chồng con, bản thảo VTHT xếp lại. Đến 66, một nhóm tìm kiếm VTHT, xuất bản. Tái bản 4 lần trong vòng mấy tháng. Sóng gió nổi lên từ mọi phía, vì những lý do và động lực khác nhau. 5 tờ báo, cùng nhất loạt lên tiếng phê phán, chỉ trích, tóm lại là chửi bới. Rất tiếc cuộc biển dâu cuốn trôi không còn một mảnh tài liệu nào, còn trí nhớ NTH thì chỉ gạn lọc lưu trữ những gì tốt đẹp. Hình như nhân danh hay đại diện phụ huynh học sinh, nhà trường gì đó có lên tiếng trong một bài báo. Không có những phản ứng trực tiếp tương tự như trong phim đối với cuốn truyện, còn gián tiếp thì không biết".
Suốt thập niên 1960, do văn học Việt Nam nhìn chung còn thủ cựu nên tác phẩm Nguyễn Thị Hoàng không chính thức được xếp vào thể loại văn chương nào, thậm chí nhiều phê bình gia băn khoăn vì thiếu hẳn phương pháp nghiên cứu hiện tượng này. Nhưng sang tới giữa thập niên 1970, khi mặt bằng chung văn nghệ thế giới có biến chuyển nhanh nhờ những biến cố trong Chiến tranh Việt Nam, các trào lưu Beatlemania, Woodstock, Film noir, Hippie... gây sang chấn sâu sắc xã hội hiện đại, giới phê bình đã khởi xướng "lý thuyết hậu Freud" nhằm hình dung rõ hơn về thực chất tâm lý "nổi loạn" của nhân loại thời kì này. Vì thế, ở giai đoạn sau, Vòng tay học trò thường được một số phê bình gia Việt Nam hải ngoại liệt vào dòng "văn chương đen", tuy rằng vẫn chưa phải định danh chính thức của một thể loại.
| “                                                                                       | Tên tiểu thuyết "Vòng tay học trò" được trích từ lá thư của học trò - Nhân vật Nguyễn Duy Minh gởi cho cô giáo Tôn Nữ Quỳnh Trâm: "còn em, một học trò, mà tàn ác nhất là học trò trường cô dạy, hai bàn tay trắng không biết đếm tiền, chỉ biết đánh lộn, đánh vỡ hết những gì mình có, để làm mình đau khổ, với vòng tay học trò không bao giờ ôm giữ nổi đời cô". Quả thật, "Vòng tay học trò" là một tác phẩm đáng bị phê phán. Sau Nguyễn Thị Hoàng, đến nay đã gần nửa thế kỷ, theo chỗ chúng tôi biết, vẫn chưa có một tác giả nào trở lại vấn đề gai góc nhức nhối này ở cấp độ như Nguyễn Thị Hoàng. Tuy nhiên, khoa lý luận phê bình văn học hiện đại, từ lý thuyết tiếp nhận, cho phép khảo sát sự tồn tại của tác phẩm văn học nghệ thuật từ nhiều góc nhìn khác nhau, trong các loại người đọc khác nhau, từ những thế giới quan, nhân sinh quan khác nhau. Tác phẩm văn học nghệ thuật không chỉ có độc nhất một sự cảm nhận, mà nhiều và rất nhiều. [...] "Vòng tay học trò" là một tác phẩm quan trọng trong văn học Miền Nam Việt Nam 1954 - 1975. Nó quan trọng không phải chỉ vì việc làm xôn xao dư luận, mà còn là vì giá trị nghệ thuật đặc biệt của nó. Không phải ngẫu nhiên mà trong lời nói đầu bộ "Lịch sử văn học Việt Nam" của giáo sư về văn học Việt Nam người Nga Nikolay I. Nikulin vừa mới được phiên dịch và xuất bản, trong các tác giả ở Sài Gòn mà giáo sư Nikulin nghiên cứu, có tên Nguyễn Thị Hoàng, bên cạnh các tên tuổi Lê Vĩnh Hòa, Võ Hồng. Còn tên tác phẩm thì chỉ thấy "Vòng tay học trò". Có lẽ giáo sư tiến sĩ Mai Quốc Liên, tác giả lời nói đầu của bộ sách trên muốn tránh từ "nghiên cứu" nên ông dùng từ "thẩm định". Mà quả thật, "Vòng tay học trò" là tác phẩm cần và xứng đáng được thẩm định, tái thẩm định và tiếp tục thẩm định. | ” |
| — Minh Thạnh, Vấn đề tiểu thuyết Vòng Tay Học Trò của nữ tác giả Nguyễn Thị Hoàng, 2010 | |   |

Tháng 4/2021, Nhà xuất bản Hội Nhà văn liên kết với Công ty sách Nhã Nam xuất bản trở lại tác phẩm này tại Việt Nam sau hơn 45 năm bị cấm.

## Nội dung
Tác phẩm được chia thành 11 chương, kể tuyến truyện giản dị về mối quan hệ ái tình xen lẫn nhục dục thầm kín của cô giáo Tôn Nữ Quỳnh Trâm (gợi rằng nhân vật xuất thân tại Huế - biểu tượng của lễ giáo nghiêm khắc với nữ lưu) với cậu học trò Nguyễn Duy Minh. Bối cảnh chính là phố núi Đà Lạt mùa Giáng Sinh êm đềm và phố biển Nha Trang bình yên trong những ngày ngập nắng.
Thiên truyện cũng gợi ý rằng nhân vật nữ chính có tâm hồn phóng khoáng, sẵn lòng đón gió thời đại và coi ái tình nhục dục là nhu cầu làm giàu cảm xúc, còn với nhân vật nam chính thì là nhu cầu trưởng thành về mặt tâm sinh lý và cả sự trải đời. Tác phẩm cũng đôi phần phê phán nền giáo dục "giảng giải lý thuyết, áp dụng những nguyên tắc cổ điển sáo hủ" và cũng dự báo hơi thở chiến tranh đã nóng dần qua hình ảnh "những đoàn quân ra đi".
| “          | Trong lần xuất hiện đầu tiên với tác phẩm "Vòng tay học trò", Nguyễn Thị Hoàng đã gây một tiếng vang lớn trong giới văn nghệ miền Nam. Là một truyện dài đăng nhiều kỳ trên tạp chí Bách Khoa trong năm 1964, Kim Anh xuất bản năm 1966, tác phẩm đầu tay của một nữ giáo sư trung học Dalat, viết về câu chuyện tình yêu "trái luận lý" giữa học trò và cô giáo đã trở thành một trong những tác phẩm gây tranh cãi nhất thời bấy giờ. Gạt bỏ hết những quy tắc và lề lối xã hội đương thời, phải công nhận "Vòng tay học trò" là tác phẩm đã dũng cảm miêu tả suy niệm nổi loạn của một thế hệ trẻ bị giằng xé giữa chiến tranh và ước mơ, giữa tình yêu và xã hội, trong một thời đại phân hóa sâu sắc bởi những tư tưởng và chủ nghĩa mới. | ” |
| — Mây Ngàn | |   |

| “                            | Truyện mình viết thường là truyện tình bế tắc và đi xuống. Trong đó những vai nữ bao giờ cũng khát khao đi tìm một đời sống thật của mình, nghĩa là tìm kiếm chính mình. Những nhân vật nữ lang thang bất định, và xa rời với phận sự gia đình. Chất liệu lấy từ những năm bất ổn lênh đênh trong cuộc đời đã qua của mình, đôi khi được ráp nối với những câu chuyện thời sự, cộng với một phần tưởng tượng, phóng tác, vẽ vời... rồi ráp thành chuyện. Không biết bên đàn ông thì sao, chứ cánh đàn bà thường mắc phải cái này là có những nét của nhân vật hoặc chính, hoặc phụ, thế nào cũng hắt bóng cá tính thói quen, đường nét và vóc dáng của tác giả. Riêng về Vòng Tay Học Trò, nếu bảo đó là thực thì cũng không hẳn là thực mà bảo là không thực thì... cũng chẳng phải là thế. Dư luận trộn lẫn tiểu thuyết của mình với đời sống thật. Cũng vì thế mà có những tiếng ác ý lao xao về đời sống của mình. Cho nên chỉ có cách là... phải thản nhiên. | ” |
| — Nguyễn Thị Hoàng, Tự thuật | |   |

## Văn hóa
Ở thời điểm mới công bố, tác phẩm Vòng tay học trò tất nhiên sa vào vòng xoáy đả kích của một xã hội còn nặng luân lý giáo điều bởi sự bạo dạn trong tư niệm văn chương, cởi hẳn trật tự thầy trò để chỉ còn cái bản thể Adam và Eve. Ngay trên diễn đàn tạp chí Bách Khoa, kí giả Vũ Hạnh - một trong những cây bút chủ lực - đã lập một nhóm người gọi là "ủy ban chống văn hóa đồi trụy" nhằm kết án đích danh tác giả Nguyễn Thị Hoàng, thay vì bút danh Hoàng Đông Phương như thói quen tao nhã đương thời, gọi bà là "một kiểu Françoise Sagan rẻ tiền". Tuy nhiên, theo pháp luật hiện hành, trong mối quan hệ giữa san hành xã và tác gia, khi phía san hành đã kí hợp đồng mua tác quyền thì không được phép trục xuất tác phẩm khi chưa ấn loát xong, cho nên Vòng tay học trò vẫn đi trọn vẹn 11 số trên Bách Khoa.
Dẫu vậy, càng nhờ sự chỉ trích tích cực của những người phản đối, tác phẩm Nguyễn Thị Hoàng càng gây được cảm tình của giới ái mộ văn chương. Vòng tay học trò được in sao dưới nhiều hình thức ngay khi chưa đóng thành sách, một số luận điểm quá trớn còn tô vẽ Nguyễn Thị Hoàng là "nhà văn nữ số Một về tình yêu". Nhưng trong khoảng 10 năm tiếp sau, khi văn học Việt Nam Cộng hòa ngày càng tiến nhanh về mặt lý thuyết và thể loại, thậm chí có thêm nhiều tác gia và tác phẩm đề cập những vấn đề xã hội còn gai góc bội phần, nữ tác giả Nguyễn Thị Hoàng không công bố thêm được tác phẩm nào đáng chú ý, chỉ quẩn quanh việc tái bản Vòng tay học trò. Sau sự kiện 30 tháng 04 năm 1975, bà ngưng bút hẳn. Các ấn bản Vòng tay học trò bị chính quyền Sài Gòn mới đem ra đường phố thiêu hủy trong "chiến dịch bài trừ văn hóa phẩm đồi trụy" năm 1978, còn tác giả phải làm một "bài thu hoạch cải tạo, đã nhận khuyết điểm, hứa khắc phục".
Mất thêm khoảng 10 năm, tác phẩm bắt đầu được các nhà in quốc nội và hải ngoại tái bản, tiếp tục gây tranh luận trong giới văn nghệ hậu Chiến tranh Lạnh. Những năm cuối thập niên 1980 cho tới đầu thập niên 2000, Vòng tay học trò được coi như "mỏ vàng" trong giới đầu nậu sách quốc nội, lần nào tái bản cũng tiêu thụ rất bén. Chỉ thực sự chìm dần khi dòng sách ngôn tình Trung Quốc chiếm lĩnh thị trường văn chương Việt Nam.
| “                                                                         | Tạp chí "Quần Chúng" bộ mới số 2, đăng một mẩu quảng cáo với giọng điệu đao to búa lớn: "Tiểu-Thuyết của Nguyễn-thị-Hoàng: Sự buôn-lậu tư-tưởng trong một con bệnh-dâm thành-phố ?". Nhà văn Nhật Tiến trong một bài đăng trên báo Bách Khoa năm 1968 đã nhận định truyện Vòng Tay Học Trò là táo bạo. Buổi thảo luận Bàn Tròn (đăng trên Văn số 206 năm 1972) bao gồm bảy nhà văn danh tiếng của miền Nam trước năm 1975 như Mai Thảo, Viên Linh, Huỳnh Phan Anh, Mặc Đỗ, Nguyễn Xuân Hoàng, Dương Nghiễm Mậu và Nguyễn Đình Toàn đã đưa ra nhiều chi tiết quí giá cho độc giả chút khái niệm và hình ảnh về văn chương và xã hội, đặc biệt là những suy nghĩ của các ông về năm nhà văn nữ đang "làm mưa làm gió" trên văn trường lúc bấy giờ. Dương Nghiễm Mậu so sánh Vòng Tay Học Trò với hiện tượng Quỳnh Dao nhưng nhà văn Viên Linh không đồng ý, bảo rằng: "Quỳnh-Dao viết về cái trong-sáng, không viết về cái nhầy-nhụa". Câu phát biểu ấy khiến người đọc hơn bốn mươi năm sau không khỏi nghĩ rằng có cái gì đó nhầy nhụa trong quyển tiểu thuyết ngắn (novella) Vòng Tay Học Trò. Các nhà văn khác trong Bàn Tròn tuy dùng chữ nhẹ nhàng hơn, nhưng có đến khoảng mười bảy lần chữ "táo bạo" được dùng để miêu tả văn chương nữ lúc bấy giờ. Tập San Sinh Viên cho rằng tác phẩm Vòng Tay Học Trò là "trường-hợp ngoại-lệ, mất thăng-bằng, bệnh-hoạn". Vòng Tay Học Trò còn bị chê là lai căng, đọc vào chỉ thấy chất Tây chứ không thấy bản chất phụ nữ Việt Nam. [...] Ông Nguyễn Nhật Duật trong thảo luận Bàn Tròn đã nói: "Không có một Nguyễn-thị-Hoàng này sẽ có một Nguyễn-thị-Hoàng khác". Tôi không biết ông muốn nói gì, nhưng tôi nghĩ ở thập niên sáu mươi, sự gò bó nghiêm khắc của nền văn hóa phụ hệ là nguyên nhân chín muồi cho những nhà văn nữ quyền xuất hiện. Họ nếu không thể nổi loạn làm một cuộc cách mạng chính trị thì sẽ làm cách mạng văn học. | ” |
| — Nguyễn Thị Hải Hà, Phê bình Nguyễn Thị Hoàng với Vòng Tay Học Trò, 2015 | |   |

Phong cách sáng tác của tác gia Nguyễn Thị Hoàng thường được những người thân quen cho rằng chịu ảnh hưởng trực tiếp của cây bút Cung Giũ Nguyên - mối tình đầu và cũng là thầy dạy Pháp văn của bà ở trường Trung học Võ Tánh Nha Trang, kết quả mối tình này là con trai Cũng Giũ Nguyên Hoàng. Nhưng theo báo giới thập niên 1960, trong thời gian đi dạy học ở Đà Lạt, giáo sư Nguyễn Thị Hoàng có mối tình "vượt qua biên giới để chiếm đoạt vũ trụ ngăn cấm bên kia" với cậu học sinh Mai Tiến Thành, mà kết quả mối tình này là con gái đầu lòng.
Giữa thập niên 1990, một hiện tượng đáng chú ý bấy giờ là trung thiên Cô giáo Thảo (vô danh thị) do Nhà xuất bản Đà Nẵng ấn hành, tuy bị xếp vào dạng "văn hóa phẩm đồi trụy" nhưng kéo theo trào lưu đọc và sáng tác truyện tình tuổi mới lớn suốt một thập niên tại Việt Nam, gối đầu cho dòng phim ngôn tình Trung Quốc, Đài Loan và Hàn Quốc du nhập. Tác phẩm này được giới phê bình nhận định rằng, có sự tiếp nhận ảnh hưởng rõ rệt của thi pháp Vòng tay học trò. Vì thế, Vòng tay học trò thường được coi là điểm tiên khởi của dòng văn chương diễm tình tuổi mới lớn Việt Nam.
| “                                                  | Tiểu thuyết "Vòng tay học trò" của Nguyễn Thị Hoàng ra đời như một hiện tượng văn học, làm cho sinh hoạt văn học ở Saigon thời bấy giờ vốn 'nghiêm chỉnh đạo mạo' bỗng trở thành suồng sã - bởi tình yêu thầy trò, vốn là điều cấm kỵ trong vòng ảnh hưởng của luân lý, đạo đức Nho giáo. Những chuyện ẩn ức tình dục, những chuyện xôn xao của da thịt, trước đó thường bị che đậy, dấu giếm 'húy kị'; nay đột nhiên được một bậc nữ lưu có học vị 'cô giáo' nói toạc ra một cách nhẹ nhàng, không cần mầu mè gì cả (dù không sỗ sàng trắng trợn như những cây bút nữ lưu tiếp theo sau Nguyễn Thị Hoàng). [...] Thực chất thì chất tình yêu và tình dục trong văn chương Nguyễn Thị Hoàng tuy có 'bạo', 'trắng trợn'; nhưng đem so sánh với tác giả nước ngoài, như Françoise Sagan chẳng hạn - thì chỉ đáng làm học trò hạng xoàng. Đã thế, chỉ sau khi Nguyễn Thị Hoàng xuất hiện khoảng một thời gian ngắn, Nguyễn Thị Thụy Vũ, rồi Trùng Dương, Lệ Hằng... xuất hiện trên văn đàn, đã qua mặt luôn Nguyễn Thị Hoàng, với thứ văn chương làm cồn cào thịt da, thứ văn chương mê cuồng của tình dục, xác thịt... Vì sự xuất hiện của những nhà văn nữ mới 'bạo liệt' hơn về thái độ, sống thật hơn về 'ngôn ngữ, cử chỉ' - nên Nguyễn Thị Hoàng phải xoay trở ngòi bút, viết suy niệm hơn, mầu mè hơn, và thái độ này đã làm người đọc xa lánh tác giả. | ” |
| — Hồ Nam, Văn-chương làm cồn-cào da-thịt ư ?, 2012 | |   |

## Liên kết
1. ↑  "Tác giả 'Vòng tay học trò' đình đám một thời - nhà văn Nguyễn Thị Hoàng: Viết là một ước nguyện".
2. ↑  Đọc lại Vòng tay học trò của Nguyễn Thị Hoàng (Nguyễn Ngọc Chính)
3. ↑  Phê bình Nguyễn Thị Hoàng với Vòng tay học trò (Nguyễn Thị Hải Hà)

### Tư liệu
- Văn nghệ đương đại thời kỳ trước 1975 Lưu trữ ngày 21 tháng 2 năm 2014 tại Wayback Machine
- Thế kỷ tiểu thuyết (Nguyễn Vy Khanh)
- Dư luận chung quanh Vòng tay học trò và đời thường của nhân vật chính
- Nguyễn Thị Hoàng - người yêu muôn thuở